# Programa nuclear d'Israel
El programa nuclear d'Israel: malgrat no comptar amb proves que ho confirmi, és considerat per l'organització NTI com el sisè país al món a haver-hi desenvolupat armes nuclears. Així, és un dels quatre països amb armes nuclears no reconeguts com un dels Estats nuclearment armats pel Tractat de No Proliferació Nuclear, sent els altres Índia, Pakistan i Corea del Nord. L'ex director general de l'Organisme Internacional d'Energia Atòmica, l'egipci Mohamed el-Baradei, considera a Israel com un Estat posseïdor d'armes nuclears; no obstant això, sempre segons l'organització NTI, Israel manté una política de "ambigüitat nuclear" o "opacitat nuclear". Israel mai ha admès tenir armes nuclears; en el seu lloc, ha repetit al llarg dels anys que no seria el primer país a introduir armes nuclears a l'Orient Mitjà, sense determinar si no serà el primer país a crear, develar o fer ús d'armes nuclears a la regió. Israel s'ha negat a signar el Tractat de No Proliferació Nuclear, malgrat la pressió internacional per fer-ho i ha sostingut que signar el NPT aniria en contra dels seus interessos en seguretat nacional.
Israel va començar a investigar temes nuclears poc després de la seva independència en 1948 i, amb suport francès va començar a construir en secret un reactor nuclear i una planta de reprocessament nuclear a finalitats de la dècada de 1950. Si bé se sospita que Israel va construir la seva primer bomba nuclear a la fi dels anys 1960, no va ser confirmat públicament per una font interna fins que Mordejái Vanunu, un extècnic nuclear israelià, va revelar detalls del programa d'armes nuclears a la premsa britànica en 1986. En l'actualitat, s'estima que Israel posseeix entre 75 i 400 ogives nuclears, amb l'habilitat de llançar-les per mitjà d'aeronaus, submarins o míssils balístics transcontinentales

## Proves nuclears
D'acord amb especulacions, el 2 de novembre de 1966, Israel hauria dut a terme una prova no nuclear, que hauria tingut un rendiment zero o de naturalesa implosiva.
L'única presumpta prova nuclear dirigida per Israel ha estat coneguda com l'Incident Vela: el 22 de setembre de 1979, un satèl·lit nord-americà Vela, construït en els anys 1960 per detectar proves nuclears, va informar d'una flamarada característica d'una detonació nuclear en el sud de l'oceà Índic. En resposta, l'administració Carter va establir un comitè comandat pel professor del MIT Jack Ruina per analitzar la confiabilitat de la detecció del Vela. Aquest panell va concloure al juliol de 1980 que la flamarada «probablement no era d'una explosió nuclear», encara que la informació de la intel·ligència militar va estimar que existia una probabilitat del 90% que va ser una prova nuclear i un estudi secret realitzat pel Panell d'intel·ligència nuclear va estar d'acord amb el descobriment inicial. Segons el periodista Seymour Hersh, la detecció va ser en realitat la tercera prova nuclear conjunta realitzada per Israel i Sud-àfrica en l'oceà Índic i els israelians havien enviat dues naus de les FDI i «un contingent de militars i experts nuclears israelians» per dur a terme la prova.